# Мерано
Мера̀но (на италиански: Merano; на немски: Meran, Мера̀н) е град в Северна Италия, провинция Южен Тирол на регион Трентино-Южен Тирол. Разположен е в долината на река Адидже, на 25 km северозападно от град Болцано. Между 1418 и 1848 е официалната столица на графство Тирол, а през 19 век става известен като планински курорт с минерални бани. Населението му е 37 386 души по данни от преброяването през май 2009 г.

## Личности
- Родени в Мерано
  - Армин Цьогелер (р. 1974), състезател по пързаляне с шейна
- Починали в Мерано
  - Константин Никифоров (1856-1891), български офицер

## Побратимени градове
- Залцбург, Австрия от 2000